# Садулаев, Лечи Баймарзаевич
Ле́чи Баймарзаевич Садулаев (род. 8 января 2000, Центарой, Чечня) — российский футболист, полузащитник клуба «Ахмат».

## Карьера
В Российской премьер-лиге дебютировал 11 декабря 2018 года в матче против тульского «Арсенала», выйдя на поле на 87-й минуте, и в добавленное арбитром время нанёс удар по воротам Михаила Левашова, приведший к голу Аблая Мбенга.
24 апреля 2021 года на 11-й минуте выездного матча с «Уралом» подхватил мяч в штрафной площадке хозяев и обводящим ударом отправил его в дальний угол ворот, которые защищал Ярослав Годзюр. Это был первый гол Садулаева в премьер-лиге.
27 мая 2021 года в матче молодёжного первенства против московского «Локомотива» был удалён за неспортивное поведение, после чего спровоцировал массовую драку между командами: толкнул судью и нанёс несколько ударов ногами игрокам соперника. Был дисквалифицирован на 8 матчей, а 3 июня принёс извинения от имени всех игроков грозненской команды.
Дебютировал за сборную России 17 ноября 2022 года в товарищеском матче против сборной Таджикистана (0:0), проведя на поле 79 минут. 15 ноября 2024 года в товарищеском матче против сборной Брунея (11:0) отметился первыми результативными действиями за национальную команду, забив гол и отдав голевой пас.